# Karolīne Kronvalde
Karolīne Kronvalde, född 1836, död 1913, var en lettisk lärare och feminist. Hennes brev till tidningen Baltijas Vēstnesis år 1870,
till försvar för kvinnors rättigheter, har kallats för startpunkten för kvinnorörelsen i Lettland. 